# La vampira nuda
La vampira nuda (La Vampire nue) è un film del 1970 diretto da Jean Rollin.

## Trama
Il giovane Pierre scopre che il padre appartiene ad una setta sanguinaria che cerca l'elisir della vita eterna. Aiutata da una misteriosa ragazza, i due si trovano immischiati in una faccenda più grave del previsto. L'organizzazione esoterica, infatti, è governata da creature extra-terrestri ...

## Produzione
Si tratta del primo film a colori del regista francese, oltre ad essere l'inizio di una stretta collaborazione fra Rollin e il direttore della fotografia Renon.
È stato girato in Francia, tra Parigi e Rochefort-en-Yvelines.

## Distribuzione
È stato distribuito in Italia sono nel 1975 a causa della censura (visto numero 61423).
Sono presenti varie edizioni home video estere.

## Accoglienza
Paolo Mereghetti, nel suo dizionario omonimo, considera la pellicola un omaggio a «i serial di Feuillade, i pittori surrealisti, Georges Franju e Gaston Leroux». Lo recensisce, inoltre, come un'opera «indubbiamente affascinante (...) ma troppo naif e dilettantistica».
Sul sito Fantafilm, La vampira nuda viene ritenuto essere «un film nello stile tipico di Jean Rollin (...) riuscito solo in parte».
Nella rivista The Monthly Film Bulletin, il film è descritto come un «mix horror e di fantascienza che ha una qualità allucinatoria piuttosto che erotica».